# 砂川站
砂川站（日语：／ Sunagawa eki */?）是一個位於北海道砂川市的北海道旅客鐵道（JR北海道）、函館本線沿線的鐵路車站。車站編號為A20。砂川是特急列車「超級神威號」、「鄂霍次克號」（只限1、2、7與8號）、「超級宗谷號」（只限1號）與「佐呂別號」的停車站。本站曾經是歌志內線與函館本線上砂川支線的終點站，但那些路線已經停運。

## 車站構造
砂川是一個設有相對與島式月台2面3線的地面車站。由站房開始，依序為3號、2號和1號月台。設有天橋連接部分月台與站舍。在以往歌志內線、上砂川支線上的運煤列車多使用側線，但這些側線目前皆已撤除。砂川車站為社員配置站（管理站，6:40-18:30之間有人駐守），設有綠窗口。大部分特急列車與普通列車皆在本站停車。站內也設有Kiosk。為札幌至旭川之間唯一設有自動剪票口的特急停車站。

## 車站週邊
車站位於石狩平野北面。
- 國道12號
- 砂川市政廳
- 砂川警署
- 砂川警署站前派出所
- 砂川郵局
- 北門信用金庫砂川分店
- 北洋銀行砂川分店
- 北海道銀行砂川分店
- 新砂川農業協同組合本所
- 北海道砂川高等學校
- 砂川市立醫院
- 北海道中央巴士「砂川市立醫院」停車站
  - 為歌志內線與函館本線上砂川支線停運後替代的巴士服務。

## 相鄰車站
※有關特急列車停車站，請參見各特急列車條目
北海道旅客鐵道（JR北海道）
■函館本線
豐沼（A19）－砂川（A20）－瀧川（A21）